# Phalops djuricus
Phalops djuricus là một loài bọ cánh cứng trong họ Bọ hung (Scarabaeidae).